# 요조숙녀
《요조숙녀》는 2003년 8월 13일부터 2003년 10월 2일까지 방송되었던 SBS 수목 드라마이며 일본 드라마 야마토 나데시코를 원작으로 했는데 극의 흐름이 부자연스러웠던 데다가 수많은 트렌디 드라마에서 지겹도록 구사되어 진부하며 식상하기까지 한 소재와 구도, 장치를 그대로 활용했다는 지적이 있었고 20%초반의 시청률로 기대 이하의 성적에 그쳤다. 아울러, 신정환(주태성 역)이 해당 작품을 통해 첫 드라마 고정 배역을 맡기도 했다.

## 등장 인물
- 김희선 : 하민경 역
- 고수 : 신명호 역
- 손창민 : 문동규 역
- 박한별 : 최수연 역
- 이순재 : 왕회장 역
- 임현식 : 하인구 역
- 최불암 : 고나경 역
- 선우은숙 : 오남숙 역
- 권해효 : 고현탁 역
- 이윤성 : 명혜진 역
- 신정환 : 주태성 역
- 김정난 : 윤정희 역 (고나경의 아내)
- 조이진
- 정재순
- 이영은 : 차주미 역
- 김지완 : 신입사원 남경석 역
- 서진욱 : 전자제품 대리점 사장 역
- 이완 : 남경석 역
- 황현준 : 경비원 역
- 성창훈
- 전원주 : 대표집주인 역
- 권오영
- 원숙희
- 반야성
- 서학
- 장은비
- 김동균

## 참고 사항
- 고수는 KBS 2TV 월화 드라마 《북경, 내 사랑》에 출연하기로 계약했으나 사스(SARS) 파동 등으로 촬영이 전면 중단되자 <요조숙녀>로 발길을 돌렸다.

## 수상 경력
- 2003년 SBS 연기대상 뉴스타상 박한별